# Мата Миодраговић
Мата Миодраговић је био југословенски фудбалски стручњак. Са Шустеом и Плешеом водио је селекцију Југославије током 1934. и 1935.